# Le Cri de la mouette
Pour le cri de la mouette, voir Mouette#AnchorCri.
Pour les articles homonymes, voir Mouette (homonymie).
Le Cri de la mouette est une autobiographie d'Emmanuelle Laborit écrite avec la collaboration de Marie-Thérèse Cuny, paru en septembre 1993 chez l'éditeur Robert Laffont dans la collection Vécu. Ce livre a été traduit en 9 langues.
La comédienne, sourde de naissance, retrace ses souvenirs d'enfance, son apprentissage de la langue des signes, son adolescence, période éprouvante où elle essaye de forger sa propre personnalité, aidée par sa sœur.

## Présentation
Emmanuelle Laborit est née dans un petit village en France. Ses parents ne comprennent pas pourquoi  elle ne parle pas alors que, lorsque l’on ferme une porte ou lorsque l’on tape des mains, elle y prête attention. Ils décident donc d’emmener Emmanuelle (âgée de neuf mois) chez un spécialiste, qui décèle immédiatement la surdité de la petite fille. Ses parents ne veulent pas y croire mais doivent se rendre à l’évidence. L’attention qu'y portait Emmanuelle était due aux vibrations du sol. Sa mère va alors créer une véritable relation d’intimité avec sa fille alors que son père, notamment à cause de son travail mais aussi du handicap de son enfant, connaît des relations plus distendues avec elle. 
Mais un jour, alors qu’Emmanuelle est âgée de sept ans, son père entend parler à la radio de la « langue des signes ». Il emmène sa fille à Vincennes pour apprendre cette « langue ». Elle avait enfin une véritable identité. 
Plus tard, sa petite sœur, Marie, naît.
Emmanuelle part avec ses parents à Washington pour découvrir la façon de vivre des sourds américains. Elle y apprend notamment comment dire « Marie » en langue des signes. À onze ans, elle rentre en sixième aux cours Morvan mais il y est interdit de s'exprimer en langue des signes; la jeune fille est révoltée d'avoir consacré tant d'efforts à apprendre la langue des signes et de ne pas pouvoir l’utiliser.
À treize ans, Emmanuelle décide de ne plus travailler, révoltée par tout ce qui se passe. Dominée par l’adolescence, elle veut trouver l’amour et fait la connaissance d'un jeune homme sourd avec qui elle va sortir. Ses parents ne l’aiment pas beaucoup. Elle échange avec lui son premier baiser. Mais, cet amour s'achève lors d'une fête quand Emmanuelle le trouve avec une autre fille, où elle décide de s'enfuir,de pleurer sous un immeuble jusqu'à l'aube. Elle commence à rentrer de plus en plus tard, à faire l’école buissonnière. Lors d'une balade avec ses copains, Emmanuelle est entraînée dans six commissariat et passe la nuit dans une prison par la faute d’une bêtise de ses copains,et ses parents iront la récupérer le lendemain dans un autre commissariat. Toute cette histoire braque la jeune fille encore plus.
À treize ans toujours, ses parents découvrent qu’elle sèche les cours. Elle leur promet alors qu’elle ne le fera plus jamais et tient sa promesse, mais ne fait rien en classe. Un jour à l'âge de ses seize ans, elle essaye de voler un jeans avec sa copine ; elles se font arrêter. Par chance, on les libère. Il n’y a presque plus de dialogue entre son père et elle. Plus tard, ses parents divorcent. Emmanuelle enchaîne les fêtes, les cigarettes, l’alcool, la drogue, mais après avoir dépassé les limites, elle cesse de faire des bêtises.
La jeune fille bâtit des projets d'avenir, commence le théâtre et tourne dans un film. Un jour, avec une communauté de sourds, on lui parle du SIDA et elle reconnaît avoir eu beaucoup de chance de ne pas avoir été contaminée. Sa mère ne cesse de lui répéter la formule consacrée: « Passe ton bac d’abord ». Elle tente alors de le passer, en vain.
On lui propose un implant cochléaire à placer dans l’oreille interne et qui lui permettrait d’entendre. Mais elle refuse car elle veut rester comme elle est, et accepter sa différence.
Elle tente de passer son bac une deuxième fois et l’obtient avec 16/20 à l'épreuve de philosophie. Elle joue alors dans une pièce de théâtre, Les Enfants du silence (où elle tient le rôle de Sarah le personnage principal féminin) où elle est sélectionnée aux Molières et remporte le Molière de la révélation théâtrale devenant la première personne sourde à en gagner un.
À la fin, elle se plaint car dans un article indiquant l'obtention de son Molière de la révélation théâtrale , on indique que c'est une sourde muette bien qu'elle n'est pas muette.
Elle dit aussi qu'elle ne connaissait ni en France, ni en Europe, un livre écrit par un sourd.

## Prix
- 1994 : Prix Vérité, remit par la commune du Cannet[3].